# Rocher de la Tournette
Pour les articles homonymes, voir Tournette.
Le rocher de la Tournette est un épaulement rocheux, à 4 677 mètres d'altitude, sur la voie normale du mont Blanc (l'« arête des Bosses ») entre la Petite Bosse et le sommet. Il n'est pas considéré comme un des 82 sommets des Alpes de plus de 4 000 mètres d'altitude mais il apparaît dans la liste complémentaire des sommets secondaires. Il est également le sommet de l'éperon de la Tournette (AD), qui permet d'atteindre le sommet du mont Blanc depuis le refuge Quintino Sella.

## Catastrophes aériennes
C'est à proximité du rocher de la Tournette que s'est écrasé, le 3 novembre 1950, le Lockheed Constellation Malabar Princess (vol 245 d'Air India), avec 48 passagers et membres d'équipage, drame qui a notamment inspiré en 1952 le roman La Neige en deuil de Henri Troyat (adapté au cinéma en 1956), puis le film Malabar Princess en 2004.
Les expéditions lancées pour explorer les débris de l'avion sont périlleuses. René Payot, guide-instructeur de l'EMHM, meurt pris dans une avalanche,. Aucun survivant n'a été retrouvé. Une rumeur veut que l'avion contenait des lingots d'or qui n'auraient jamais été retrouvés et se trouveraient donc enfouis sous la neige du rocher (136 grammes de diamants retrouvés en 2013). Les débris échoués sur le rocher glissent le plus souvent le long du glacier des Bossons. Plusieurs morceaux de la carlingue y ont été retrouvés à plusieurs décennies d'intervalle.
Un second accident a eu lieu le 24 janvier 1966, celui du Boeing 707 Kangchenjunga Bombay-New-York (vol Air India 101), qui a lui aussi percuté le rocher de la Tournette dans le même secteur, avec à son bord 117 personnes dont 46 marins de Bombay. Il a inspiré en 2013 un roman de Marc Levy, Un sentiment plus fort que la peur.
L'expédition de secourisme est menée par Georges Payot, le fils de René qui périt dans l'expédition de 1950. Cette fois-ci, l'EMHM dispose d'hélicoptères et se rend sur le site du crash en quelques minutes. Homi Bhabha, chef du programme nucléaire indien, périt dans le crash. Le journaliste de l'ORTF Philippe Réal doute de la version officielle et envoie une équipe de reporters sur place qui confirment des dissonances entre les faits relatés par les autorités et les éléments observés sur le lieu du crash.